# Відкритий чемпіонат Франції з тенісу 2001
Відкритий чемпіонат Франції з тенісу 2001  — тенісний турнір, що проходив на відкритому повітрі на ґрунтових кортах Стад Ролан Гаррос у Парижі з 28 травня по 10 червня 2001 року. Це був 100 Відкритий чемпіонат Франції, другий турнір Великого шолома в календарному році.
Минулорічний чемпіон в одиночному розряді Густаво Куертен успішно захистив свій титул, а минулорічна чемпіонка Марі П'єрс турнір пропустила через травму спини.

## Результати фінальних матчів

### Дорослі
| Одиночний розряд. Чоловіки                                                         |                              |                         |
| Густаво Куертен                                                                    | Алекс Корретха               | 6–7(3–7), 7–5, 6–2, 6–0 |
| Для Куертена ця перемога стала третьою і останньою.                                |                              |                         |
| Одиночний розряд. Жінки                                                            |                              |                         |
| Дженніфер Капріаті                                                                 | Кім Клейстерс                | 1–6, 6–4, 12–10         |
| Для Кіпріаті це перша перемога в Парижі, і другий тутул Великого шолома в кар'єрі. |                              |                         |
| Парний розряд. Чоловіки                                                            |                              |                         |
| Леандер Паес Магеш Бгупаті                                                         | Петр Пала Павел Візнер       | 7–6(7–5), 6–3           |
|                                                                                    |                              |                         |
| Парний розряд. Жінки                                                               |                              |                         |
| Вірхінія Руано Паскуаль Паола Суарес                                               | Єлена Докич Кончіта Мартінес | 6–2, 6–1                |
|                                                                                    |                              |                         |
| Мікст                                                                              |                              |                         |
| Вірхінія Руано Паскуаль Томас Карбонелл                                            | Паола Суарес Жайме Онсінс    | 7–5, 6–3                |
|                                                                                    |                              |                         |

### Юніори
| Одиночний розряд. Хлопці         |                             |               |
| Карлос Куадрадо                  | Бріан Дабул                 | 6–1, 6–0      |
|                                  |                             |               |
| Одиночний розряд. Дівчата        |                             |               |
| Кая Канепі                       | Світлана Кузнецова          | 6-3, 1-6, 6-2 |
|                                  |                             |               |
| Парний розряд. Хлопці            |                             |               |
| Алехандро Фалья Карлос Саламанка | Маркус Баєр Філіпп Петцшнер | 3-6, 7-5, 6-4 |
|                                  |                             |               |
| Парний розряд. Дівчата           |                             |               |
| Петра Цетковська Рената Ворачова | Нейсса Етьєнн Аннетте Кольб | 6-3, 3-6, 6-3 |
|                                  |                             |               |